# Mozafaradin-šah Kadžar
Mozafaradin-šah Kadžar (perz. مظفرالدين شاه قاجار; Teheran, 23. ožujka 1853. – Teheran, 3. siječnja 1907.), šah Irana i šesti vladar iz kadžarske dinastije.
Političku karijeru započeo je 1861. godine kao guverner Iranskog Azarbajdžana, a šahom je postao 1896. nakon što mu je otac Nasrudin-šah smrtno ranjen u atentatu. Za vrijeme vladavine Mozafaradin-šaha formiran je prvi iranski parlament (1906.), a ubrzo nakon njegove smrti rasplamsava se iranska ustavna revolucija s kojom se suočavao njegov prijestolonasljednik Muhamed Ali-šah.
| Prethodnik:  | Iranski šah (kadžarska dinastija) (1. svibnja 1896. - 3. siječnja 1907.) | Nasljednik:     |
| Nasrudin-šah | Iranski šah (kadžarska dinastija) (1. svibnja 1896. - 3. siječnja 1907.) | Muhamed Ali-šah |